# 基布
基布（法語：Quibou，法語發音：[kibu]）是法国芒什省的一个市镇，属于圣洛区。

## 地理
基布（49°4'5"N, 1°12'0"W）面积17.15 平方千米，位于法国诺曼底大区芒什省，该省份为法国西北部沿海省份，西、北、东北三面环大西洋，东起顺时针与卡爾瓦多斯省、奧恩省、马耶讷省和伊勒-维莱讷省接壤。
与基布接壤的市镇（或旧市镇、城区）包括：勒梅尼勒阿梅、卡朗蒂伊、当日、马里尼勒洛宗、圣吉勒、圣马丹德邦福塞、卡尼西。

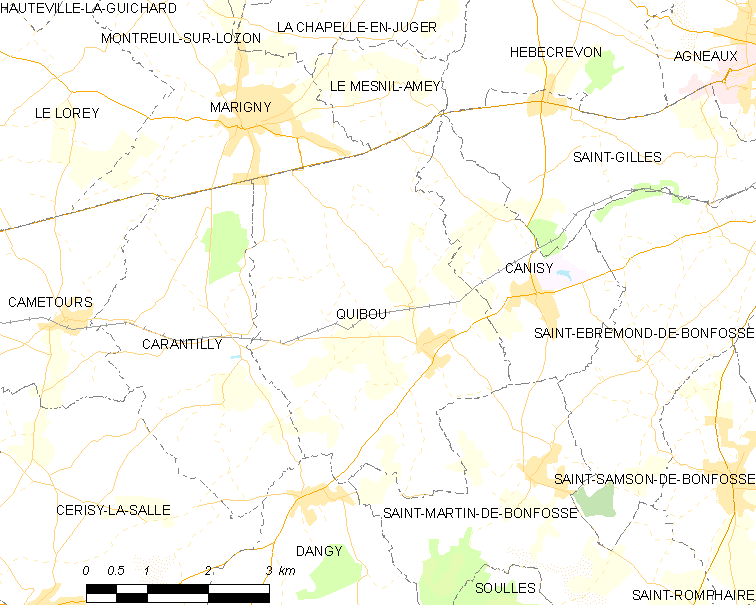
基布的OSM定位图

基布的时区为UTC+01:00、UTC+02:00（夏令时）。

## 行政
基布的邮政编码为50750，INSEE市镇编码为50420。

## 政治
基布所属的省级选区为圣洛第二县。

## 人口

1962-2008年间基布人口变化图示

基布于2022年1月1日时的人口数量为842人。